# Robert Steudtner
Robert Steudtner (* 1977) ist ein deutscher Hörspiel- und Filmregisseur, Autor, Hörspiel- und Synchronsprecher, der insbesondere als Station-Voice für 1 Live und RTL Television bekannt geworden ist.

## Leben
Robert Steudtner studierte von 1997 bis 2002 Germanistik und Medienwissenschaften an der Heinrich-Heine-Universität Düsseldorf. Parallel dazu arbeitete er bereits als freier Regieassistent für Hörspiele und Radio-Features beim WDR. Von 2002 bis 2005 setzte er seine Ausbildung fort und studierte Filmregie an der Internationalen Filmschule Köln. Während dieser Zeit, nach einer Sprecherausbildung sowie mehreren Schauspiel-, Drehbuch- und Regieworkshops, moderierte er den 1LIVE Lauschangriff und war als Station-Voice beim Hörfunksender 1LIVE tätig. Seit 2004 arbeitete er neben seiner Tätigkeit als Sprecher auch als Regisseur von mehr als 100 Hörspielen und Features für den WDR, NDR, SWR, DLF und andere. 2014 gewann er mit Antoine de Saint-Exupéry – Vom Himmel zu den Sternen den Deutschen Kinderhörbuchpreis BEO.
Seit 2014 ist er Station-Voice bei RTL Television. Zu den von ihm gesprochenen Produktionen gehören Deutschland sucht den Superstar, Der Bachelor und Die Bachelorette.
Für den Hörbuchverlag Europa lieh er den Produktionen Die Drei ??? – Im Schatten des Giganten, TKKG – Die Ewige Finsternis, Fünf Freunde und Die Drei ??? Kids – Nacht im Kerker  seine Stimme.
Seit 2017 ist er als Off-Sprecher in den verschiedensten Formaten bei World Wide Wohnzimmer zu hören.

## Hörspiele (Auswahl)
Die ARD-Hörspieldatenbank enthält (Stand: Mai 2024)für den Zeitraum von 1999 bis 2023 insgesamt 73 Datensätze, bei denen Robert Steudtner in ein oder mehr Funktionen geführt wird, davon 6 als Autor, 8 als Hörspielbearbeiter, 14 als Regisseur, 44 als Regieassistent und 24 als Sprecher.
Autor und Regie zusammen mit Leonhard Koppelmann
- 2008: Kommissarin Christiane Hoffmann: Cura Vitae – Hoffmanns erster Fall (2 Teile) (Original-Hörspiel, Kriminalhörspiel – WDR)
- 2009: Kommissarin Christiane Hoffmann: Yola Koyulma – Der Aufbruch (2 Teile) (auch Sprecher: Erol Ayder) (Originalhörspiel, Kriminalhörspiel – WDR)
- 2011: Kommissarin Christiane Hoffmann: Win Win – Hoffmanns dritter Fall (2 Teile) (auch Sprecher: News 3) (Originalhörspiel, Kriminalhörspiel – WDR)

Weitere Produktionen
- 1999: Norman Lock: Die Herren, die Knechte und das Geld: Let's make Money (Regieassistenz) – Regie: Klaus-Dieter Pittrich (Hörspielbearbeitung – WDR)
- 2000: Don DeLillo: Valparaiso (Regieassistenz) – Bearbeitung und Regie: Leonhard Koppelmann (Hörspielbearbeitung – WDR/HR)
  - Auszeichnung: Hörspiel des Monats November 2000
- 2002: Rudolf Herfurtner: Milo und die Jagd nach dem grünhaarigen Mädchen (4 Teile) (Regieassistenz) – Regie: Angeli Backhausen (Hörspielbearbeitung, Kinderhörspiel – WDR)
- 2003: Jon Ewo: Rache (Bearbeitung (Wort)) – Co-Bearbeitung und Regie: Leonhard Koppelmann (Hörspielbearbeitung, Kriminalhörspiel – WDR)
- 2005: Terry Pratchett: Gevatter Tod (Zwei- und fünfteilige Fassung) (Bearbeitung (Wort) und Regieassistenz) – Co-Bearbeitung und Regie: Leonhard Koppelmann (Hörspielbearbeitung – WDR/SWR)
- 2009: Mithu Sanyal: Aliens sind auch nur Menschen (Regieassistenz) – Regie: Leonhard Koppelmann (Originalhörspiel, Kriminalhörspiel, Science-Fiction-Hörspiel – WDR)
- 2011: Mariann Kaiser: Ferienwohnungen für Vögel (Regie) (Originalhörspiel – WDR)
- 2012: Philip K. Dick: Die drei Stigmata des Palmer Eldritch (2 Teile) (Regie) (Hörspielbearbeitung – WDR)
- 2013: Joey Goebel: Freaks (Regie) (Hörspielbearbeitung - WDR)
- 2014: Rachel Rep: Pop/Legende: Panzerschokolade (Regie) (Originalhörspiel – WDR)
- 2019: Tom Noga: This is America: Creepy Hollow. "White Trash" – Die vergessenen Verlierer der USA (Sprecher 10) – Regie: Thomas Leutzbach (Originalhörspiel – WDR)
- 2021: Alexander von Lukowitz, Benjamin Quabeck: Antikammer (4 Teile) (Dr. Kubistein / Sprecher / Werbesprecher) – Regie: Benjamin Quabeck (Originalhörspiel – WDR)
- 2023: Benjamin Quabeck: Eine Woche Anschlusszone. Chaos-Brüder wieder auf Tour (2 Teile) (Sprecher: Hotelleiter) – Regie: Benjamin Quabeck (Originalhörspiel – WDR)

Nicht in der ARD-Hörspieldatenbank enthalten_
- 2014: Antoine de Saint-Exupéry: Vom Himmel zu den Sternen (Hörspiel)